# Grote Beltbrug

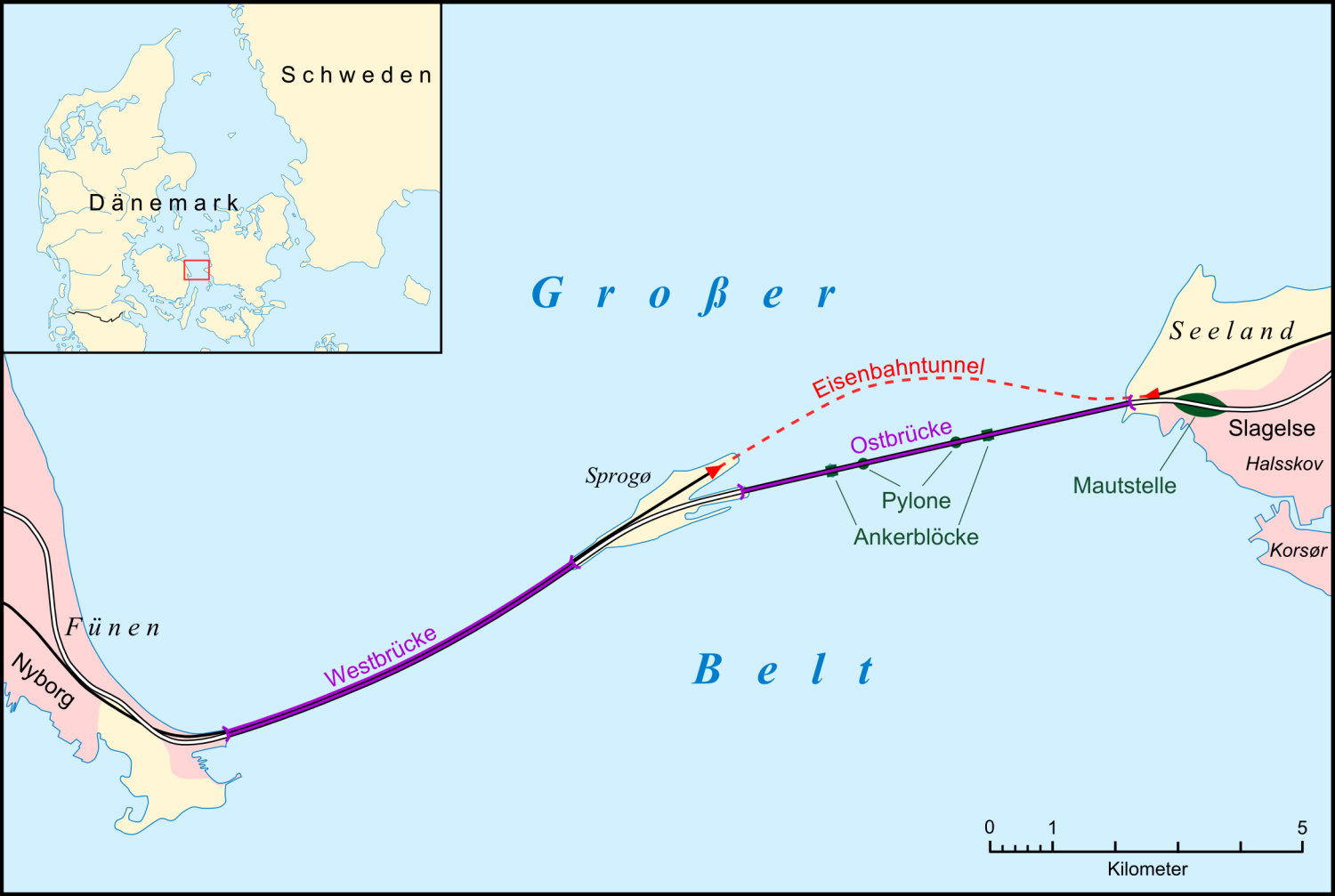
Kaart

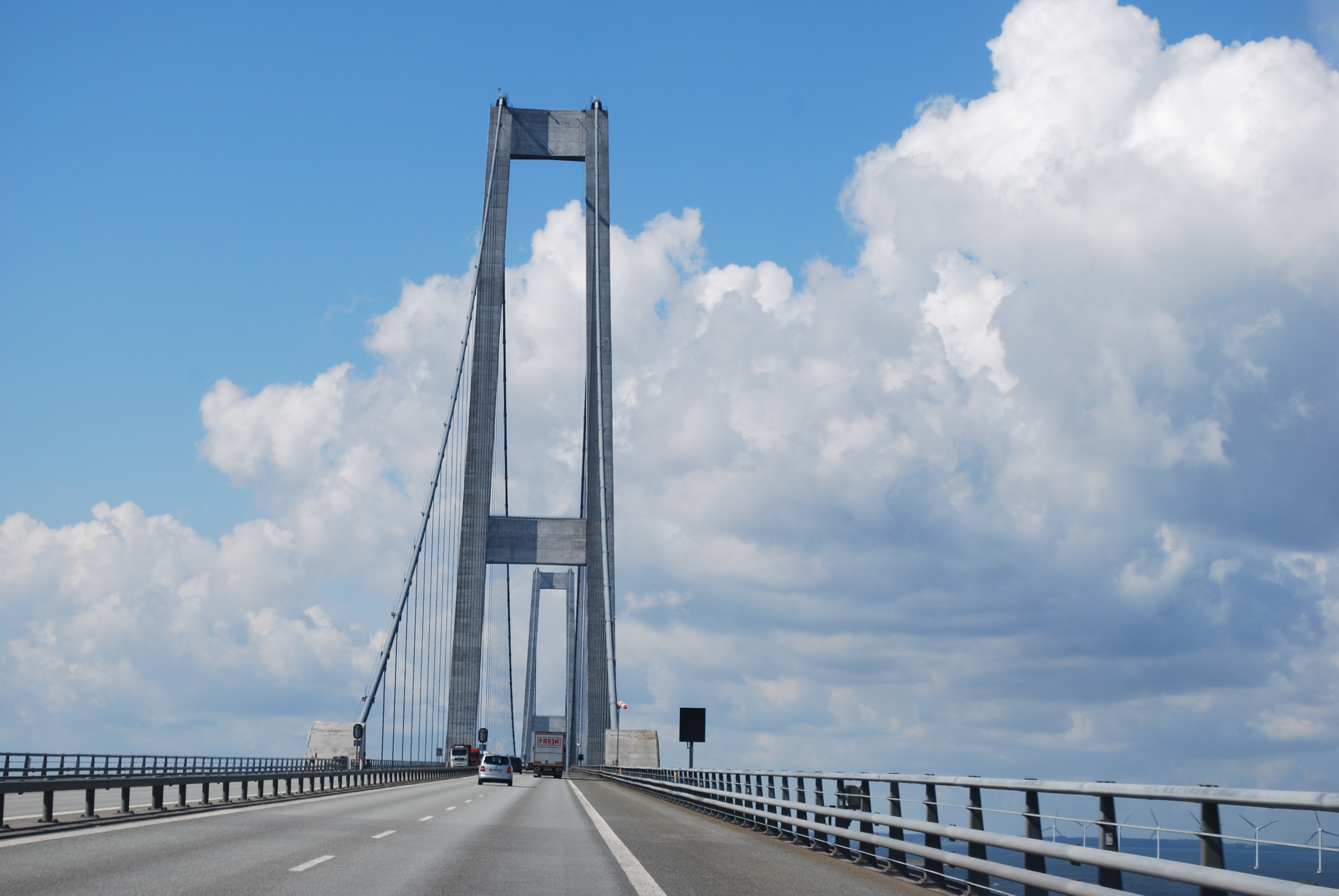
De autosnelweg over East Bridge

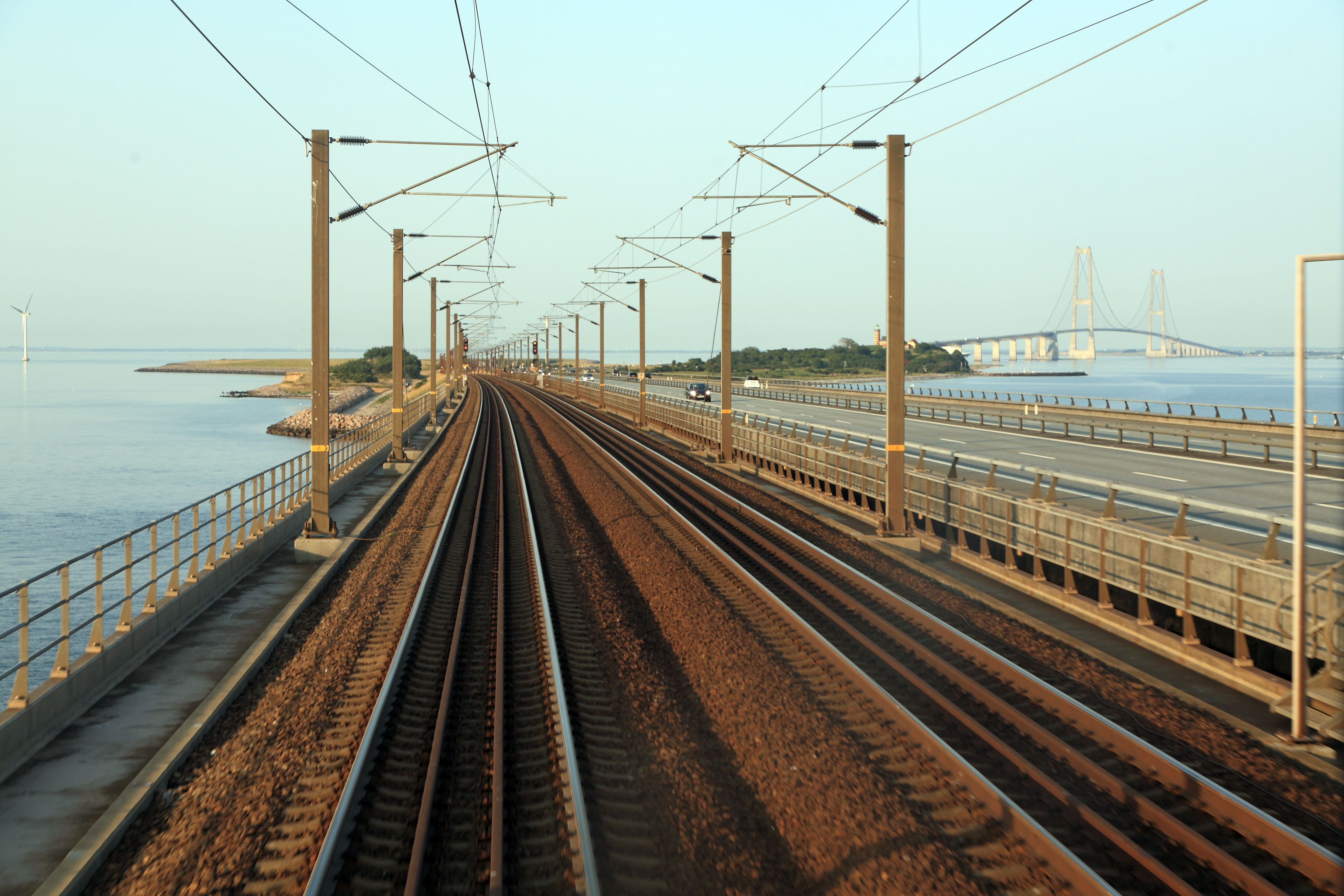
Spoor- en autosnelweg West Bridge

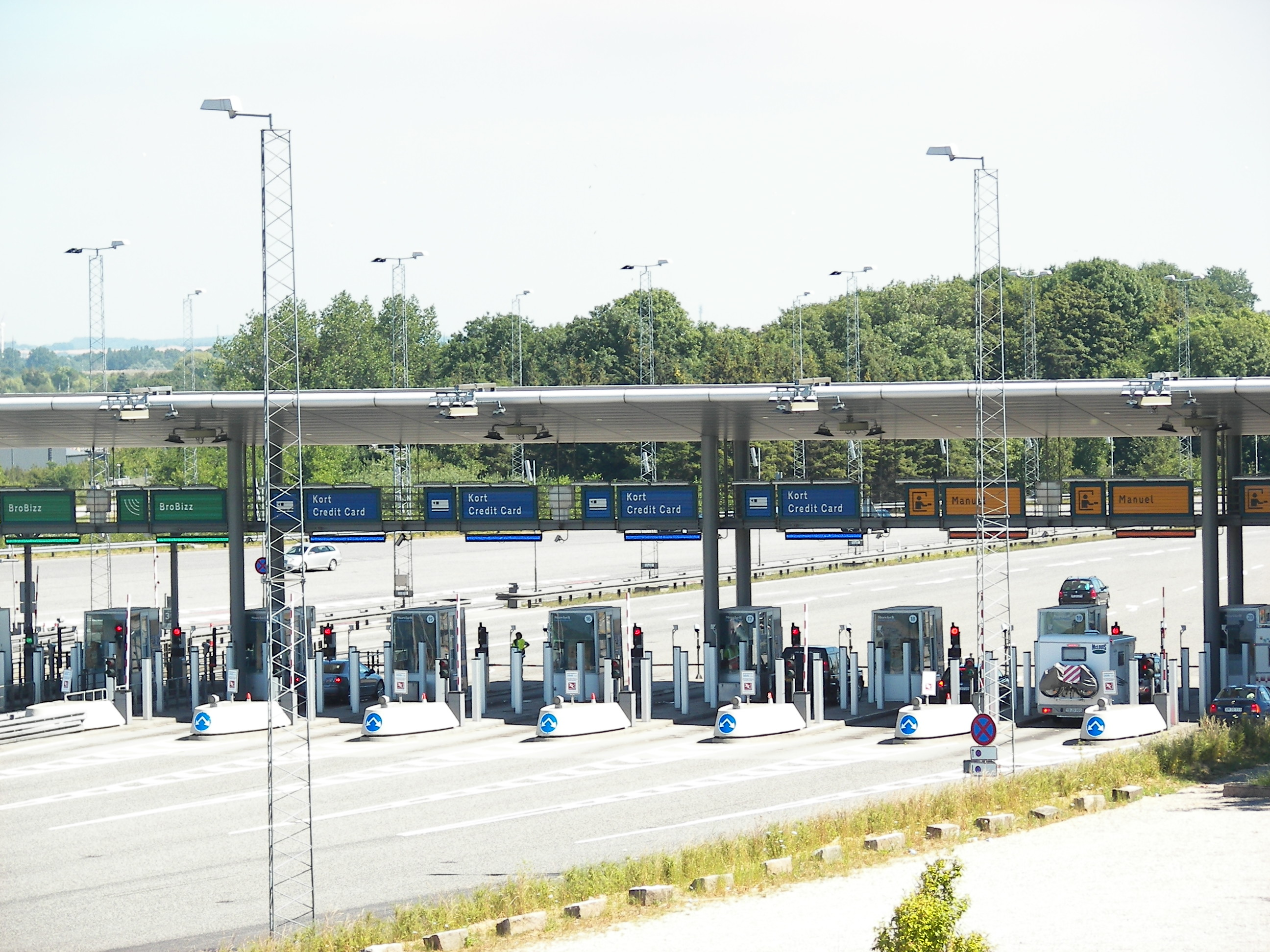
Tolstation

De Grote Beltbrug (Deens: Storebæltsbroen) is een vaste verbinding over de Grote Belt tussen de Deense eilanden Funen en Seeland en tussen de steden Nyborg en Korsør. De 18 kilometer lange verbinding bestaat uit twee bruggen van 6,6 en 6,8 kilometer lengte, die beide op het eilandje Sprogø uitkomen, en een spoortunnel van 8 kilometer lengte tussen Sprogø en Seeland. De verbinding is sinds 1997 geopend voor treinverkeer en sinds 1998 ook voor wegverkeer.
Deze vaste verbinding vervangt de historische veerverbinding van Knudshoved naar Halskov.

## Geschiedenis
In 1883 kwamen er reguliere veerboten in dienst over de Grote Belt tussen de Korsør en Nyborg. In deze plaatsen waren spoorstations. In 1957 verhuisde de veerdienst voor het wegverkeer anderhalve kilometer naar het noorden en kwam te liggen tussen Halsskov en Knudshoved. De Deense Staatsspoorwegen (DSB), verantwoordelijk voor de veerdienst, presenteerde in 1934 plannen voor een brug. De kosten voor een vaste verbinding werden in 1936 geraamd op DKK 257 miljoen. In 1948 formeerde de regering een commissie om een vaste verbinding nader te onderzoeken.
De eerste wet met betrekking tot een vaste verbinding werd in 1973 aangenomen. Politieke weerstand tegen de hoge overheidsuitgaven deed het project vertragen. Pas in 1986 werd een politiek akkoord bereikt en een jaar later werd de bouwwet aangenomen.
Het ontwerp is uitgevoerd door de ingenieursbureaus COWI en Ramboll in samenwerking met architectenbureau Dissing+Weitling. De bouw van de verbinding begon in 1988. Voor de bouw werd het Sundlink Contractors consortium geformeerd, bestaande uit Skanska, Hochtief, Højgaard & Schultz, die de westelijke brug bouwde, en Monberg & Thorsen die de tunnel heeft aangelegd. 
In 1991 maakte Finland bezwaar tegen de bouw en legde het geschil voor aan het Internationaal Gerechtshof. Volgens het Verdrag van Kopenhagen uit 1857 mag Denemarken de zeevaart in de zeestraten niet hinderen. Finland was van mening dat offshore-booreenheden niet onder de brug door konden varen. De twee landen bereikten uiteindelijk in 1992 een overeenstemming, in ruil voor DKK 90 miljoen trok Finland de bezwaren in.
De verbinding bestaat uit vier delen, de westelijke brug, het eiland Sprogø, de oostelijke brug en een spoortunnel ten oosten van het eiland. De West Bridge werd gebouwd tussen 1988 en 1994. Het is een kokerbrug tussen Knudshoved en Sprogø. Het is zo’n 6,6 kilometer lang en de doorvaarthoogte voor schepen is 18 maximaal meter. Er liggen twee bruggen naast elkaar, een voor het wegverkeer en een voor de spoorwegen. De bouw van de East Bridge duurde zeven jaar, van 1991 tot 1998. Het is een hangbrug en alleen voor wegvervoer tussen Sprogø en Halsskov. De brug is 6790 meter lang, 31 meter breed en de langste overspanning is 1624 meter. De twee pylonen zijn 254 meter hoog. De spoortunnel ligt ten noorden van de West Bridge en heeft twee buizen. De tunnel is 8024 meter lang.
De bouw was gereed in 1994 maar het duurde nog drie jaar tot de officiële opening in de zomer van 1997. De bouwkosten bedroegen circa 4,2 miljard euro, en om deze terug te verdienen wordt tol geheven.

## Wegverbinding
De twee bruggen voor wegverkeer zijn onderdeel van de E20. Door de realisatie van deze brugverbinding, en sinds de opening van de Sontbrug, kan het verkeer uit West-Europa over de weg heel Scandinavië bereiken. Het alternatief met de veerdienst tussen Puttgarden in Duitsland en Rødby in Denemarken wordt nog vaak gekozen voor het verkeer tussen Duitsland en het eiland Seeland omdat de reisafstand korter is dan de wegverbinding via de Grote Beltbrug.
De tol voor een personenauto, niet langer dan zes meter, is DKK 275. Voetgangers en fietsers worden op de brug niet toegelaten en kunnen de trein gebruiken.
Om de internationale scheepvaart niet te hinderen, hangt de brug aan de oostzijde voor het wegverkeer hoog boven de Grote Belt. De doorvaarthoogte is maximaal 65 meter.  

## Spoorverbinding
Over de westelijke kokerbrug liggen zowel een weg als een spoorlijn. De oostelijke hangbrug wordt alleen voor wegverkeer gebruikt; voor de spoorlijn is er een acht kilometer lange tunnel gebouwd. De spoorlijn wordt zowel voor personenverkeer als voor goederenvervoer gebruikt. De lijn is met 25kV wisselspanning geëlektrificeerd.
De spoortunnel is gebouwd met behulp van vier tunnelboormachines. De tunnel ligt tussen de 12 en 40 m onder de zeebodem en op het diepste punt 75 m onder het wateroppervlak.
Op 2 januari 2019 vond er op de Grote Beltbrug een treinongeluk plaats dat aan acht mensen het leven kostte.

## Varia
- Op 2 juli 2022 ging de tweede etappe van de Tour de France (die leidde van Roskilde naar Nyborg) over de Grote Beltbrug.
- De brug is sinds 2011 afgebeeld op het bankbiljet van 1000 Deense kroon.